# Exephanes tibialis
Exephanes tibialis là một loài tò vò trong họ Ichneumonidae.